# Materiale di scena

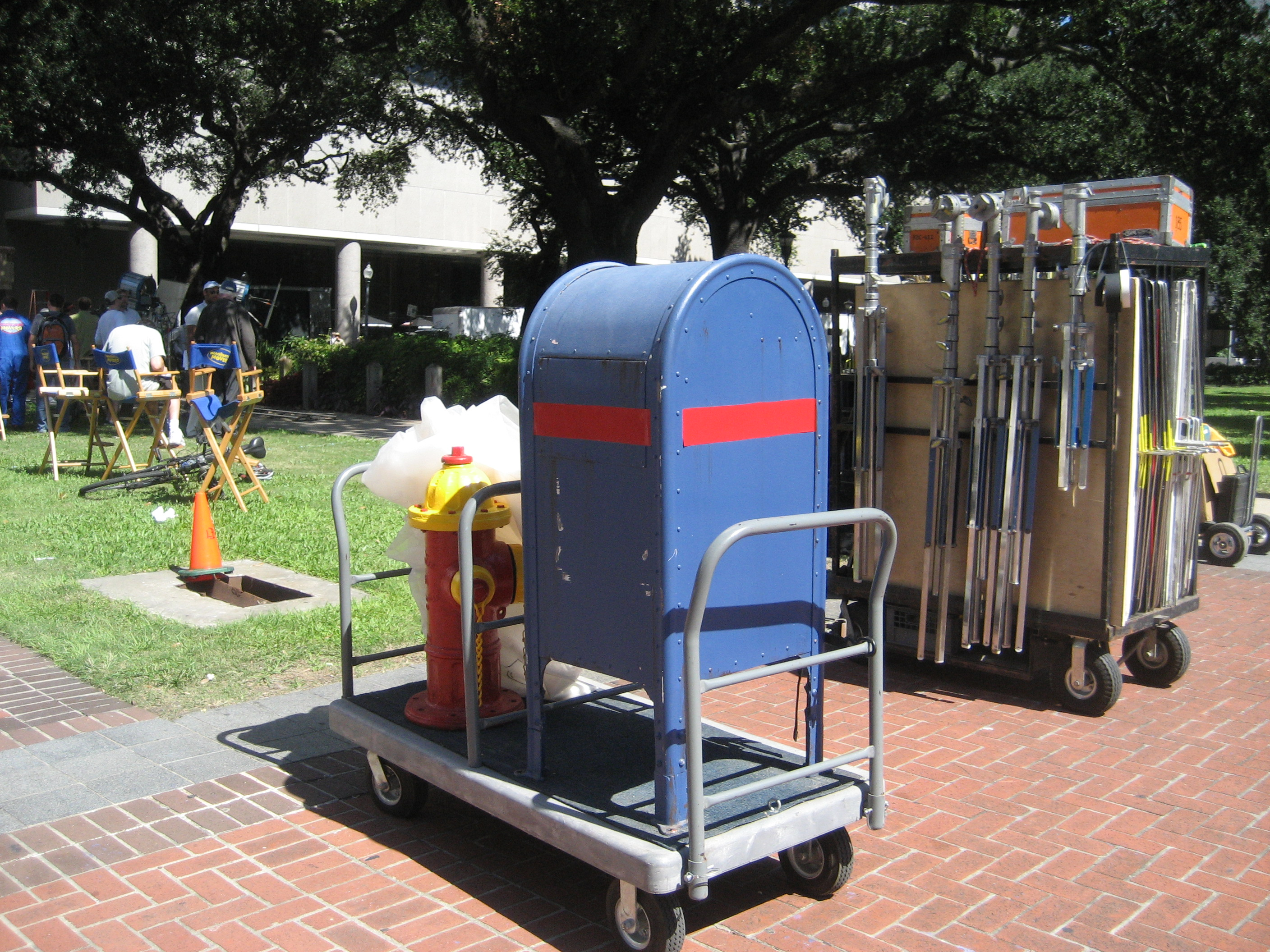
Materiale di scena nei pressi di un set cinematografico

Il materiale di scena, nel gergo cinematografico inglese props o theatrical property, è quell'insieme di oggetti, arredi, costumi, maschere, armi, mobili ecc. necessario per allestire un set o scenografia teatrale e per l'utilizzo all'interno dello stesso. Nell'ambito cinematografico ci sono ditte e società specializzate nella ricerca, deposito e noleggio di tale materiale, altre ancora lo producono direttamente soprattutto per realizzare ex novo materiale non disponibile tipo storico e/o di fantasia secondo disegni e progetti ben definiti e realizzati da artisti e artigiani.
Attorno a questo settore si è sviluppato un mercato parallelo di vendita di materiale di scena e memorabilia creato per film di successo affiancato anche da una riproduzione e relativa vendita di copie in tutto simili di oggetti divenuti celebri perché usati durante le riprese da attori e attrici in film e sceneggiati televisivi.